# Lampart chiński
Lampart chiński (Panthera pardus japonensis) – podgatunek lamparta plamistego, ssaka z rodziny kotowatych (Felidae), występujący we wschodnich obszarach północno-wschodnich Chin. Przypomina lamparta amurskiego, ale ma ciemniejsze pomarańczowo-ceglaste ubarwienie.

## Taksonomia
Brytyjski zoolog John Edward Gray opisał lamparta chińskiego w 1862 roku na podstawie pojedynczej skóry. Błędnie nazwał go lampartem japońskim (Leopardus japonensis), ponieważ sądził, że futro pochodzi z Japonii. Chociaż nazewnictwo dwumianowe zostało zmienione na trójmianowe, nazwa japonensis nie została usunięta, chociaż pojawiły się nazwy alternatywne. W Chinach ten kot nazywa się 华北豹 lub 中国豹 (chiń. huáběi bào i zhōngguó bào), co oznacza „lampart chiński” lub „lampart północnochiński”. Czasami nazywany jest tu „lampartem złotej monety”, ponieważ jego maść może mieć złocisty odcień, a rozety przypominają monety.
Najnowsza taksonomia z 2017 roku opublikowana pod auspicjami Międzynarodowej Unii Ochrony Przyrody nie wyróżnia go jako odrębnego podgatunku, lecz klasyfikuje go z podgatunkiem Panthera pardus orientalis.

## Opis
Kolor lamparta chińskiego różni się od innych podgatunków. Zwykle ma bardzo ciemny kolor podłoża na bokach i grzbiecie. Jest wyraźnie ochrowy, żółto-brązowy, a czasem nawet ceglasty. Dolna część natomiast jest bardzo lekka. Rozety są duże i czasami mają w środku czarne plamki. To sprawia, że lampart chiński jest podobny do jaguara. Wymiary są średnie do nieco powyżej średniej podgatunku. Długość całkowita waha się w granicach 1,8–2,2 m, masa ciała waha się od 22 kg (małe samice) do 75 kg (duże samce).

## Występowanie i biotop
Lampart chiński żyje tylko na terytorium Chin. Jest szeroko rozpowszechniony w wielu prowincjach środkowej, północno-wschodniej i wschodniej części kraju. Najbardziej odpowiednim miejscem do jego wystąpienia wydaje się prowincja Shanxi. Na południu jego terytorium styka się z terytorium lamparta indochińskiego. W północno-wschodnich prowincjach spotykano go kiedyś z lampartem amurskim, jednak jego zasięg znacznie się zmniejszył i spotkania te są dziś dość rzadkie.
Lampart chiński żyje głównie na obszarach wyżynnych i górskich z dużą ilością gęstych lasów, ale można go również spotkać na stepach i półpustyniach. Liczebność populacji jest trudna do oszacowania, a szacunki kwalifikowane znacznie się od siebie różnią. W 2010 roku oszacowano, że w Chinach żyło łącznie niecałe 4 tys. lampartów z czterech podgatunków (chiński, indochiński, amurski, hinduski). Nowsze badania wskazują, że ilość ta jest najprawdopodobniej znacznie niższa i może wynosić tylko około 1 tys. osób. W badaniu z 2015 roku stwierdzono następnie, że liczba lampartów chińskich na wolności oscyluje w granicach 174–348, w związku z czym IUCN zaleca dokonanie odrębnej oceny podgatunku jako krytycznie zagrożonego. Jednak artykuł opublikowany w tym samym roku w magazynie China Scenic mówi o mniej niż 2000 osobnikach, co jest bardzo niejasnym szacunkiem.

## Zagrożenia
Głównym zagrożeniem dla lamparta chińskiego był i nadal jest człowiek i jego działalność. Do około lat pięćdziesiątych XX wieku podgatunek ten występował dość licznie, później jednak trafił na listę tzw. szkodników rolniczych i jego liczebność zaczęła gwałtownie spadać. W Chinach zabijano 2–3 tys. lampartów rocznie. Oprócz prześladowań jako szkodników i jednocześnie zwierząt wykorzystywanych w medycynie chińskiej, ucierpiały na nich także utrata naturalnej zdobyczy i fragmentacja przestrzeni życiowej. Choć jest już prawnie chroniony (tzw. I klasa ), w dalszym ciągu wisi nad nim zagrożenie wyginięciem, gdyż rolnicy często biorą odwet, gdy lamparty zabijają ich zwierzęta gospodarskie, na przykład zarzucając zatrute przynęty. Problemem jest także izolacja małych populacji, co grozi w przyszłości chowem wsobnym.